# Alpenus whalleyi
Alpenus whalleyi là một loài bướm đêm thuộc phân họ Arctiinae, họ Erebidae.